# Pederobba
Pederobba – miejscowość i gmina we Włoszech, w regionie Wenecja Euganejska, w prowincji Treviso.
Według danych na rok 2004 gminę zamieszkiwało 7061 osób, 243,5 os./km².